# Акула пісочна
Акула пісочна (Carcharhinus plumbeus) — акула з роду сіра акула родини сірі акули. Інші назви «сіро-блакитна акула», «коричнева товстошкіра акула».

## Опис
Загальна довжина досягає 2-2,5 м при вазі до 118 кг. Середня довжина цих акул не перевищує 2 метри при вазі близько 80 кг. Самки трохи більші за самців. Голова подовжена з округлим рилом. Зуби пилкоподбіні, трикутної форми з більш вузькою вершиною. У неї 5 пар зябрових щілин. Тулуб веретеноподібне. Грудні плавці відносно великі та широкі. Має 2 спинних плавця та 1 анальний. Перший спинний плавець відносно високий і прямий, знаходиться за чи безпосередньо над задньою основою грудних плавців. Забарвлення спини сіро-блакитне або коричневе, навіть бронзових тонів, черево світле, до білого. Кінчики плавців, зазвичай, темні.

## Спосіб життя
Тримається в прибережних водах, воліючи теплі (23-27 °C), не дуже опріснені води. Звичайна в прибережних водах (бухтах, лиманах або портових зонах), проте уникає зони прибою і пляжі. Більшу частину життя проводить на глибинах 20-80 м, але іноді опускається і глибше до 280 м. Може утворювати групи. Здіснює значні міграції. Більш активна в нічний час. Живиться костними рибами, головоногими і черевоногих молюсками, креветками, ракоподібними, дрібними акулами і скатами.
Пісочні акули дозрівають повільно, і досягають статевої зрілості не раніше 5-річного віку (при довжині 1,3-1,8 м). Це яйцеживородна акула. Як і в інших видів сірих акул, самці пісочних акул досить жорстоко поводяться з самицями під час спарювання, утримуючи її зубами за плавці та тіло. Часто від таких «пестощів» на тілі самиць залишаються шрами. Вагітність триває від 8 до 12 місяців, самиця народжує за один раз від 6 до 13 дитинчат довжиною 55-70 см. Пологи відбуваються на мілині, де вода краще прогрівається і немає великих хижаків. Молодь мешкає на мілководді, поки не підросте.
Є об'єктом промислового вилову та спортивного рибальства. В результаті інтенсивного вилову і слабкою репродуктивної здатності пісочних акул, їх чисельність неухильно зменшується.
Для людини ці акули серйозної небезпеки не представляють, проте випадки укусу плавців мали місце.

## Розповсюдження
Мешкає в тропічних і субтропічних морях Тихого (біля Австралії; від В'єтнаму до Японії; біля Гаваїв), Атлантичного (від Массачусетса до Флориди, Куби, Багамських островів; у Мексиканській затоці, Карибському морі; від Венесуели до південної Бразилії; окремі ареали на атлантичному узбережжі Африки; біля Португалії та Іспанії) та Індійського океанів (від ПАР до Сомалі; Червоне море). Є в Адріатичному та Іонічному морі.
Зустрічається в Середземному морі, де відзначено значне зниження чисельності цієї акули. Тут вона протягом багатьох років була об'єктом інтенсивного промислу та спортивного рибальства. Численний раніше у водах Середземного моря вид сіро-блакитна (або пісочна) акула тепер на межі зникнення в цьому морі. Становище ускладнюється ще й тим, що вилов риби тут контролюється слабо, на відміну від інших місць ареола проживання пісочних акул.